# Heidegrund Grünswalde
Heidegrund Grünswalde este o arie protejată (arie specială de conservare — SAC, sit de importanță comunitară — SCI) din Germania întinsă pe o suprafață de 262,51 ha, integral pe uscat.

## Localizare
Centrul sitului Heidegrund Grünswalde este situat la coordonatele 51°46′52″N 13°39′45″E / 51.7811°N 13.6625°E.

## Înființare
Situl Heidegrund Grünswalde a fost declarat sit de importanță comunitară în septembrie 2000.

## Biodiversitate
Situată în ecoregiunea continentală, aria protejată conține 7 habitate naturale: Liziere de ierburi înalte hidrofile de câmpie și de nivel montan până la alpin, Fânețe de joasă altitudine (Alopecurus pratensis, Sanguisorba officinalis), Mlaștini turboase de tranziție și turbării mișcătoare, Depresiuni pe substraturi de turbă de Rhynchosporion, Păduri acidofile de stejar bătrân cu Quercus robur pe câmpii nisipoase, Mlaștini împădurite, Păduri aluvionare cu Alnus glutinosa și Fraxinus excelsior (Alno-Padion, Alnion incanae, Salicion albae).
La baza desemnării sitului se află mai multe specii protejate:
- păsări (3): becațină comună (Gallinago gallinago), Grus grus grus, vultur pescar (Pandion haliaetus)
- mamifere (1): vidră de râu (Lutra lutra)
- nevertebrate (1): rădașcă (Lucanus cervus)

Pe lângă speciile protejate, pe teritoriul sitului au mai fost identificate 7 specii de plante, 1 specie de amfibieni, 4 specii de nevertebrate, 1 specie de reptile.